# Mount Selby
Mount Selby är ett berg i Antarktis. Det ligger i Östantarktis. Australien gör anspråk på området. Toppen på Mount Selby är 2 200 meter över havet.
Terrängen runt Mount Selby är varierad. Mount Selby ligger uppe på en höjd som går i öst-västlig riktning. Trakten är obefolkad. Det finns inga samhällen i närheten.